# Liste des musées de l'Isère

Le département de l'Isère en rouge sur la carte

La liste des musées de l'Isère présente les musées du département français de l'Isère.
80 musées environ, soit départementaux, municipaux ou intercommunaux, soit associatifs et privés, sont installés en Isère.

## Musées ouverts
| Nom du musée                                                       | Commune                    | Adresse                                                                    | Coordonnées                      | Thèmes                            | Labels                                | Dateouverture | Datefermeture | Fréq. | Illustration                                              |
| ------------------------------------------------------------------ | -------------------------- | -------------------------------------------------------------------------- | -------------------------------- | --------------------------------- | ------------------------------------- | ------------- | ------------- | ----- | --------------------------------------------------------- |
| Musée gallo-romain                                                 | Aoste                      | 43 Place du Musée38490 Aoste                                               | 45° 35′ 16″ nord, 5° 36′ 23″ est | Musée d'histoire et de patrimoine | Musée de France                       |               |               |       | Musée gallo-romain                                        |
| Musée de Bourgoin-Jallieu                                          | Bourgoin-Jallieu           | 17 rue Victor Hugo38300 Bourgoin-Jallieu                                   | 45° 35′ 12″ nord, 5° 16′ 45″ est | Musée technique et industriel     | Musée de France                       |               |               |       | Musée de Bourgoin-Jallieu                                 |
| Musée Autrefois                                                    | Champ-sur-Drac             | Pont de Champ, rue du Vercors, 38560 Champs-sur-Drac                       | 45° 05′ 10″ nord, 5° 43′ 50″ est | Musée de pays                     |                                       |               |               |       | Musée Autrefois                                           |
| Musée de la ganterie ancienne manufacture des gants Jouvin         | Grenoble                   | 2, rue Saint Laurent                                                       | 45° 11′ 50″ nord, 5° 43′ 54″ est |                                   |                                       |               |               |       | Musée de la ganterie                                      |
| Musée de la Viscose                                                | Échirolles                 | 27, rue du Tremblay, 38130 Échirolles                                      | 45° 09′ 27″ nord, 5° 42′ 10″ est | Musée technique et industriel     |                                       |               |               |       | Musée de la Viscose                                       |
| Musée Géo-Charles                                                  | Échirolles                 | 1, rue Géo-Charles, 38130 Échirolles                                       | 45° 08′ 59″ nord, 5° 41′ 58″ est | Musée de beaux-arts               | Musée de France                       |               |               |       | Musée Géo-Charles                                         |
| Musée EDF Hydrélec                                                 | Vaujany                    | Route du Lac - Le Verney, 38114 Vaujany                                    | 45° 08′ 04″ nord, 6° 02′ 42″ est | Musée technique et industriel     | Musée de France                       |               |               |       | Musée EDF Hydrélec                                        |
| Espace Patrimoine                                                  | Vaujany                    | Route du col du Sabot, 38114 Vaujany                                       | 45° 08′ 04″ nord, 6° 02′ 42″ est | Musée de pays                     |                                       |               |               |       | Image manquante                                           |
| Musée de l'Ancien Évêché                                           | Grenoble                   | 2, rue Très-Cloîtres, 38000 Grenoble                                       | 45° 11′ 35″ nord, 5° 43′ 55″ est | Musée d'histoire et de patrimoine |                                       |               |               |       | Musée de l’Ancien Évêché                                  |
| Musée archéologique Saint-Laurent                                  | Grenoble                   | Place Saint-Laurent, 38000 Grenoble                                        | 45° 11′ 52″ nord, 5° 43′ 53″ est | Musée d'histoire et de patrimoine | Musée de France                       |               |               |       | Musée archéologique Saint-Laurent                         |
| Musée dauphinois                                                   | Grenoble                   | 30, rue Maurice Gignoux, 38031 Grenoble cedex 1                            | 45° 11′ 42″ nord, 5° 43′ 36″ est | Musée d'histoire et de patrimoine | Musée de France                       |               |               |       | Musée dauphinois                                          |
| Musée de Grenoble                                                  | Grenoble                   | 5, place Lavalette, 38000 Grenoble                                         | 45° 11′ 40″ nord, 5° 43′ 57″ est | Musée de beaux-arts               | Musée de France                       |               |               |       | Musée de Grenoble                                         |
| Musée de la Résistance et de la Déportation de l'Isère             | Grenoble                   | 14, rue Hébert, 38000 Grenoble                                             | 45° 11′ 24″ nord, 5° 44′ 07″ est | Musée d'histoire et de patrimoine | Musée de France                       |               |               |       | Musée de la Résistance et de la Déportation de l’Isère    |
| Muséum de Grenoble                                                 | Grenoble                   | 1, rue Dolomieu, 38000 Grenoble                                            | 45° 11′ 17″ nord, 5° 44′ 07″ est | Musée d'histoire naturelle        | Musée de France                       |               |               |       | Muséum de Grenoble                                        |
| Musée Stendhal                                                     | Grenoble                   | 20, Grande Rue, 38000 Grenoble                                             | 45° 11′ 30″ nord, 5° 43′ 39″ est | Musée d'histoire et de patrimoine | Musée de France Maisons des Illustres |               |               |       | Musée Stendhal                                            |
| Musée des troupes de montagne                                      | Grenoble                   | Site sommital du fort de la Bastille, 38000 Grenoble                       | 45° 11′ 56″ nord, 5° 43′ 29″ est | Musée d'histoire et de patrimoine |                                       |               |               |       | Musée des Troupes de Montagne                             |
| Musée-Maison du Patrimoine                                         | Hières-sur-Amby            | Montée de la cure, 38118 Hières-sur-Amby                                   | 45° 47′ 50″ nord, 5° 17′ 39″ est |                                   | Musée de France                       |               |               |       | Maison du patrimoine                                      |
| Musée d'Huez et de l'Oisans                                        | L'Alpe d'Huez              | Palais des sports et des congrès, Avenue de Brandes,38750 Alpe-d'Huez      | 45° 05′ 23″ nord, 6° 04′ 12″ est | Musée de pays                     | Musée de France                       |               |               |       | Musée d'Huez et de l'Oisans                               |
| Musée de la chimie                                                 | Jarrie                     | Le Clos Jouvin, 100 montée de la Creuse, 38560 Jarrie                      | 45° 05′ 49″ nord, 5° 44′ 33″ est | Musée technique et industriel     |                                       |               |               |       | Musée de la Chimie                                        |
| Musée Hector-Berlioz                                               | La Côte-Saint-André        | 69, rue de la République, 38260 La-Côte-Saint-André                        | 45° 23′ 36″ nord, 5° 15′ 40″ est | Musée d'histoire et de patrimoine | Musée de France Maisons des Illustres |               |               |       | Musée Hector-Berlioz                                      |
| Musée Matheysin                                                    | La Mure                    | Rue Colonel-Escallon, 38350 La Mure                                        | 44° 54′ 15″ nord, 5° 47′ 04″ est | Musée de pays                     | Musée de France                       |               |               |       | Musée Matheysin                                           |
| Maison Bergès                                                      | Lancey, Villard-Bonnot     | 40, avenue des papeteries, Lancey, 38190 Villard-Bonnot                    | 45° 14′ 02″ nord, 5° 53′ 12″ est | Musée technique et industriel     |                                       |               |               |       | Maison Bergès - Musée de la Houille Blanche               |
| Musée Hébert                                                       | La Tronche                 | Chemin Hébert, 38700 La Tronche                                            | 45° 12′ 20″ nord, 5° 44′ 59″ est | Musée de beaux-arts               | Musée de France Maisons des Illustres |               |               |       | Musée Hébert                                              |
| Musée grenoblois des sciences médicales                            | La Tronche                 | CHU Grenoble, Site nord, rue du musée, 38700 La Tronche                    | 45° 12′ 00″ nord, 5° 44′ 56″ est | Musée technique et industriel     |                                       |               |               |       | Musée grenoblois des sciences médicales                   |
| Musée de la Taille de Pierre                                       | Saint-Antoine-l'Abbaye     | Place de l'Abbaye38160 Saint-Antoine-l'Abbaye                              | à géolocaliser                   |                                   |                                       |               |               |       | Image manquante                                           |
| Musée de Saint-Antoine-l'Abbaye                                    | Saint-Antoine-l'Abbaye     | Le Noviciat, 38160 Saint-Antoine l‘Abbaye                                  | 45° 10′ 35″ nord, 5° 13′ 02″ est | Musée d'histoire et de patrimoine |                                       |               |               |       | Musée de Saint-Antoine l’Abbaye                           |
| Musée de la Grande Chartreuse                                      | Saint-Pierre-de-Chartreuse | La Correrie, 38380 Saint-Pierre-de-Chartreuse                              | 45° 21′ 00″ nord, 5° 47′ 23″ est | Musée d'histoire et de patrimoine | Musée de France                       |               |               |       | Musée de la Grande Chartreuse                             |
| Musée Arcabas en Chartreuse                                        | Saint-Pierre-de-Chartreuse | Église Saint-Hugues-de-Chartreuse, 38380 Saint-Pierre-de-Chartreuse        | 45° 19′ 23″ nord, 5° 48′ 23″ est | Musée de beaux-arts               |                                       |               |               |       | Musée d’art sacré contemporain Saint-Hugues-de-Chartreuse |
| Musée des Beaux-Arts et d’archéologie                              | Vienne                     | Place de Miremont, 38200 Vienne                                            | 45° 31′ 26″ nord, 4° 52′ 30″ est | Musée de beaux-arts               | Musée de France                       |               |               |       | Musée des Beaux-Arts et d’archéologie                     |
| Église et cloître roman Saint-André-le-Bas                         | Vienne                     | Place du Jeu de Paume, 38200 Vienne                                        | 45° 31′ 38″ nord, 4° 52′ 25″ est | Musée d'histoire et de patrimoine | Musée de France                       |               |               |       | Église et cloître roman Saint-André-le-Bas                |
| Musée archéologique Église Saint-Pierre                            | Vienne                     | Place Saint-Pierre, 38200 Vienne                                           | 45° 31′ 25″ nord, 4° 52′ 15″ est | Musée d'histoire et de patrimoine | Musée de France                       |               |               |       | Musée archéologique Église Saint-Pierre                   |
| Musée de l'industrie textile                                       | Vienne                     | 4 rue Victor Faugier, 38200 Vienne                                         | 45° 31′ 38″ nord, 4° 52′ 53″ est | Musée technique et industriel     |                                       |               |               |       | Musée de la draperie                                      |
| Musée de la Révolution française                                   | Vizille                    | Domaine départemental, place du château, 38220 Vizille                     | 45° 04′ 32″ nord, 5° 46′ 23″ est | Musée de beaux-arts               | Musée de France                       |               |               |       | Musée de la Révolution française                          |
| Musée Mainssieux                                                   | Voiron                     | 7, place Léon Chaloin, 38500 Voiron                                        | 45° 22′ 01″ nord, 5° 35′ 38″ est | Musée de beaux-arts               | Musée de France                       |               |               |       | Musée Mainssieux                                          |
| Musée rural                                                        | Auris                      | 38142 Auris                                                                | 45° 02′ 45″ nord, 6° 05′ 11″ est |                                   |                                       |               |               |       | Image manquante                                           |
| Musée du Rivier - Espace York-Mallory                              | Allemont                   | Le Rivier d’Allemont, route des cols, 38114 Allemont                       | 45° 12′ 08″ nord, 6° 02′ 24″ est | Musée de pays                     |                                       |               |               |       | Musée du Rivier - Espace York-Mallory                     |
| Musée de la faïence fine                                           | Jarcieu                    | Château de Jarcieu, 151, route de Saint-Sulpice, 38270 Jarcieu             | 45° 20′ 11″ nord, 4° 56′ 45″ est | Musée d'histoire et de patrimoine |                                       |               |               |       | Musée de la faïence fine                                  |
| Musée du Tisserand dauphinois                                      | La Bâtie-Montgascon        | 76, rue des Tisserands, 38110 La Bâtie-Montgascon                          | 45° 34′ 43″ nord, 5° 31′ 41″ est | Musée technique et industriel     |                                       |               |               |       | Image manquante                                           |
| Le Grand Séchoir                                                   | Vinay                      | 705, route de Grenoble, 38470 Vinay                                        | 45° 12′ 50″ nord, 5° 25′ 00″ est | Musée de pays                     |                                       | 2005          |               |       | Le Grand Séchoir                                          |
| Maison départementale des Alpages                                  | Besse-en-Oisans            | Le Village, 38142 Besse-en-Oisans                                          | 45° 04′ 20″ nord, 6° 10′ 21″ est | Musée de pays                     |                                       |               |               |       | Maison départementale des Alpages                         |
| Musée de l'outil à bois du Château de Longpra                      | Saint-Geoire-en-Valdaine   | 401 allée de Longpra - Longpra38620 Saint-Geoire-en-Valdaine               | à géolocaliser                   |                                   |                                       |               |               |       |                                                           |
| Minéralogica - musée des minéraux                                  | Villemoirieu               | Château de Montiracle - 3, impasse du Château38460 Villemoirieu            | à géolocaliser                   |                                   |                                       |               |               |       | Image manquante                                           |
| Musée Mémoires d’Alpinismes                                        | Saint-Christophe-en-Oisans | La Ville, 38520 Saint-Christophe-en-Oisans                                 | 44° 57′ 24″ nord, 6° 10′ 33″ est | Musée d'histoire et de patrimoine |                                       |               |               |       | Musée Mémoires d’Alpinismes                               |
| Musée de la vie rurale                                             | Saint-Quentin-Fallavier    | Rue de Gargues, 38070 Saint-Quentin-Fallavier                              | 45° 37′ 04″ nord, 5° 07′ 23″ est | Musée de pays                     |                                       |               |               |       | Image manquante                                           |
| Musée de la Résistance régionale et de la Déportation              | Le Pont-de-Beauvoisin      | Place Professeur Trillat, 38480 Pont-de-Beauvoisin                         | 45° 32′ 07″ nord, 5° 40′ 12″ est | Musée d'histoire et de patrimoine |                                       |               |               |       | Image manquante                                           |
| Musée Chasal Lento                                                 | Mont-de-Lans               | Le village, 38860 Mont-de-Lans                                             | 45° 02′ 10″ nord, 6° 07′ 55″ est | Musée de pays                     |                                       |               |               |       | Image manquante                                           |
| Musée archéologique gallo-romain                                   | Revel-Tourdan              |                                                                            | à géolocaliser                   |                                   |                                       |               |               |       | Image manquante                                           |
| Musée d'artisanat rural                                            | Revel-Tourdan              | Le Pigeonnier38270 Revel-Tourdan                                           | 45° 23′ 05″ nord, 5° 02′ 08″ est |                                   |                                       |               |               |       | Image manquante                                           |
| Maison du patrimoine                                               | Pellafol                   | Les Payas, 38970 Pellafol                                                  | 44° 48′ 14″ nord, 5° 54′ 25″ est | Musée de pays                     |                                       |               |               |       | Maison du patrimoine                                      |
| Musée des Minéraux et de la faune des Alpes                        | Le Bourg-d'Oisans          | Place de l’église, 38520 Bourg-d’Oisans                                    | 45° 03′ 09″ nord, 6° 01′ 46″ est | Musée d'histoire naturelle        |                                       |               |               |       | Musée des Minéraux et de la faune des Alpes               |
| Espace Giono                                                       | Lalley                     | Le village, 38930 Lalley                                                   | 44° 45′ 29″ nord, 5° 40′ 32″ est | Musée de pays                     |                                       |               |               |       | Image manquante                                           |
| Musée du Trièves                                                   | Mens                       | Place de la halle, 38710 Mens                                              | 44° 49′ 06″ nord, 5° 45′ 04″ est | Musée de pays                     |                                       |               |               |       | Musée du Trièves                                          |
| Maison du patrimoine de Villard-de-Lans                            | Villard-de-Lans            | Place de la Libération, 38250 Villard-de-Lans                              | 45° 04′ 15″ nord, 5° 33′ 05″ est | Musée de pays                     |                                       |               |               |       | Maison du patrimoine                                      |
| Maison du patrimoine                                               | Saint-Chef                 | 2, rue du Seigneur de By, 38890 Saint-Chef                                 | 45° 38′ 04″ nord, 5° 21′ 57″ est | Musée de pays                     |                                       |               |               |       | Maison du patrimoine                                      |
| Atelier Gilioli                                                    | Saint-Martin-de-la-Cluze   | Rue des Gantiers, 38650 Saint-Martin-de-la-Cluze                           | 44° 58′ 59″ nord, 5° 39′ 32″ est | Musée de beaux-arts               |                                       |               |               |       | Atelier Gilioli                                           |
| Musée rural d’arts et de traditions populaires «La Combà, Autrafé» | La Combe-de-Lancey         | Le Mas Montacol, 38190 La Combe-de-Lancey                                  | 45° 14′ 01″ nord, 5° 53′ 32″ est | Musée de pays                     |                                       |               |               |       | Image manquante                                           |
| Musée de modèles réduits                                           | Varces-Allières-et-Risset  | ZAC de Saint Ange38760 Varces-Allières-et-Risset                           | à géolocaliser                   |                                   |                                       |               |               |       | Image manquante                                           |
| Villa de Licinius                                                  | Clonas-sur-Varèze          | 1, rue de Bourbourey, 38550 Clonas-sur-Varèze                              | 45° 24′ 47″ nord, 4° 47′ 27″ est | Musée d'histoire et de patrimoine |                                       |               |               |       | La Villa de Licinius                                      |
| Musée de Bressieux                                                 | Bressieux                  | Le Bourg, 38870 Bressieux                                                  | 45° 19′ 28″ nord, 5° 16′ 37″ est | Musée d'histoire et de patrimoine |                                       |               |               |       | Image manquante                                           |
| Musée de la Romanche                                               | Livet-et-Gavet             | Route des Alpes, Rioupéroux, 38220 Livet-et-Gavet                          | 45° 05′ 27″ nord, 5° 54′ 08″ est | Musée technique et industriel     |                                       |               |               |       | Musée de la Romanche                                      |
| La Mine image                                                      | La Motte-d'Aveillans       | Route des quatre galeries, 38770 La Motte-d’Aveillans                      | 44° 57′ 38″ nord, 5° 44′ 34″ est | Musée technique et industriel     |                                       |               |               |       | La Mine Image                                             |
| Maison de la pierre et du ciment                                   | Montalieu-Vercieu          | 1, rue du Rhône, 38390 Montalieu-Vercieu                                   | 45° 48′ 58″ nord, 5° 24′ 17″ est | Musée technique et industriel     |                                       |               |               |       | Maison de la pierre et du ciment                          |
| Ecomusée rural                                                     | Longechenal                | 46, rue de la Gaillardière, 38690 Longechenal                              | 45° 25′ 13″ nord, 5° 20′ 46″ est | Musée de pays                     |                                       |               |               |       | Image manquante                                           |
| Maison de la faune                                                 | Vaujany                    | Route du col du Sabot, 38114 Vaujany                                       | à géolocaliser                   | Musée d'histoire naturelle        |                                       |               |               |       | Image manquante                                           |
| Maison du pays des couleurs                                        | Morestel                   | 84 Place du 8 mai 194538510 Morestel                                       | 45° 40′ 26″ nord, 5° 28′ 17″ est |                                   |                                       |               |               |       | Image manquante                                           |
| Musée de la machine à bois et de l'outillage à main                | Le Pont-de-Beauvoisin      | Place Professeur Trillat, 38480 Pont-de-Beauvoisin                         | 45° 32′ 07″ nord, 5° 40′ 12″ est | Musée technique et industriel     |                                       |               |               |       | Musée de la machine à bois et de l’outillage à main       |
| Musée Bayard                                                       | Pontcharra                 | Château Bayard, 21 Rue Laurent Gayet38530 Pontcharra                       | 45° 25′ 55″ nord, 6° 01′ 20″ est |                                   |                                       |               |               |       | Musée Bayard                                              |
| Forges et moulins de Pinsot                                        | Pinsot                     | Rue Louise Barnier, 38580 Pinsot                                           | 45° 21′ 21″ nord, 6° 05′ 58″ est | Musée technique et industriel     |                                       |               |               |       | Forges et moulins de Pinsot                               |
| Musée des Liqueurs Cherry-Rocher                                   | La Côte-Saint-André        | 3, avenue Camille Rocher, 38260 La-Côte-Saint-André                        | 45° 23′ 35″ nord, 5° 15′ 55″ est | Musée technique et industriel     |                                       |               |               |       | Musée des Liqueurs Cherry-Rocher                          |
| Arhome, musée de l’innovation industrielle                         | Grenoble                   | 113, cours Berriat, 38000 Grenoble                                         | 45° 11′ 17″ nord, 5° 42′ 34″ est | Musée technique et industriel     |                                       |               |               |       | Arhome, musée de l’innovation industrielle                |
| Couvent des Carmes                                                 | Beauvoir-en-Royans         | 1, ancienne route de Presles, 38160 Beauvoir-en-Royans                     | 45° 07′ 17″ nord, 5° 20′ 24″ est | Musée d'histoire et de patrimoine |                                       |               |               |       | Couvent des Carmes                                        |
| Musée Pégoud                                                       | Montferrat                 | 50, Place de la Fontaine, 38620 Montferrat                                 | à géolocaliser                   | Musée d'histoire et de patrimoine |                                       |               |               |       | Musée Pégoud                                              |
| musée de la flore du Vercors                                       | Beauvoir-en-Royans         | Couvent des Carmes, Le Château38160 Beauvoir en Royans                     | 45° 07′ 17″ nord, 5° 20′ 24″ est | botanique                         |                                       |               |               |       | musée de la flore du Vercors                              |
| Musée de l’Eau                                                     | Pont-en-Royans             | Place du Breuil, 38680 Pont-en-Royans                                      | 45° 03′ 39″ nord, 5° 20′ 39″ est | Musée d'histoire et de patrimoine |                                       |               |               |       | Musée de l’Eau                                            |
| Musée La Magie des Automates                                       | Lans-en-Vercors            | 785 Chemin des Fusillés38250 Lans-en-Vercors                               | 45° 08′ 02″ nord, 5° 35′ 10″ est |                                   |                                       |               |               |       | Musée La Magie des Automates                              |
| Musée Champollion                                                  | Vif                        | 45 rue Champollion38450 Vif                                                | 45° 03′ 12″ nord, 5° 40′ 09″ est |                                   |                                       |               |               |       | Musée Champollion                                         |
| Musée d’Allevard                                                   | Allevard-les-Bains         | Parc des Forges, 38580 Allevard-les-Bains                                  | 45° 23′ 34″ nord, 6° 04′ 34″ est | Musée de pays                     | Musée de France                       |               |               |       | Musée d’Allevard                                          |
| Maison Ravier                                                      | Morestel                   | 302, rue Auguste Ravier, 38510 Morestel                                    | 45° 40′ 32″ nord, 5° 28′ 14″ est | Musée de beaux-arts               | Maisons des Illustres                 |               |               |       | Maison Ravier                                             |
| Musée de la lauze                                                  | Annoisin-Chatelans         | Auberge de Larina, 4 Place de Larina, Chatelans38460 Annoisin-Chatelans    | 45° 46′ 27″ nord, 5° 18′ 28″ est |                                   |                                       |               |               |       | Musée de la Lauze                                         |
| Écomusée du Patrimoine des métiers                                 | Bossieu                    | Place Marius Richard Berlond38260 Bossieu                                  | 45° 25′ 02″ nord, 5° 08′ 54″ est |                                   |                                       |               |               |       | Image manquante                                           |
| Musée de la maison de Mariette                                     | Saint-Laurent-du-Pont      | 107 rue du Souvenir Français38380 Saint-Laurent-du-Pont                    | à géolocaliser                   |                                   |                                       |               |               |       | Image manquante                                           |
| Espace mémoire du tabac                                            | Saint-Marcellin            | Maison de l'Economie - 7, rue du Colombier - BP 63 38160 Saint-Marcellin ! | à géolocaliser                   |                                   |                                       |               |               |       |                                                           |
| Maison de la Montagne - Espace d’exposition                        | Les Deux Alpes             | 48, avenue de la Muzelle - 38860 Les Deux-Alpes                            | à géolocaliser                   | Musée d'histoire naturelle        |                                       |               |               |       | Image manquante                                           |
| Musée archéologique du lac de Paladru                              | Villages du Lac de Paladru | 15, Place de l’Église, 38850 Charavines                                    | 45° 25′ 43″ nord, 5° 30′ 58″ est | Musée d'histoire et de patrimoine | Musée de France                       |               |               |       | Musée archéologique du Lac de Paladru                     |

## Musée fermés
| Nom du musée                                      | Commune  | Adresse                                                   | Coordonnées                      | Thèmes                                                                  | Labels | Dateouverture | Datefermeture | Fréq. | Illustration    |
| ------------------------------------------------- | -------- | --------------------------------------------------------- | -------------------------------- | ----------------------------------------------------------------------- | ------ | ------------- | ------------- | ----- | --------------- |
| Musée Francois-Guiguet                            | Corbelin | chapelle des Sœurs de la Providence, Prieuré Notre-Dame ! | à géolocaliser                   |                                                                         |        |               |               |       | Image manquante |
| Musée-bibliothèque de Grenoble (ou La Plateforme) | Grenoble |                                                           | 45° 11′ 22″ nord, 5° 43′ 59″ est | Le musée a accueilli jusqu'en 1992 les collections du Musée de Grenoble |        |               |               |       |                 |
| Musée des automates                               | Grenoble | 12 rue des Arts38000 Grenoble                             | 45° 11′ 16″ nord, 5° 43′ 00″ est |                                                                         |        |               |               |       | Image manquante |

## Autres lieux d'expositions (pas musealisés)
| Nom du musée                        | Commune                 | Adresse                                                  | Coordonnées                      | Thèmes                               | Labels | Dateouverture | Datefermeture | Fréq. | Illustration         |
| ----------------------------------- | ----------------------- | -------------------------------------------------------- | -------------------------------- | ------------------------------------ | ------ | ------------- | ------------- | ----- | -------------------- |
| Centre d'art Bastille               | Grenoble                | Fort de la Bastille                                      | 45° 11′ 56″ nord, 5° 43′ 31″ est |                                      |        |               |               |       | Image manquante      |
| Centre d'Art Contemporain de Vienne | Vienne                  | 7 rue Teste du Bailler38200 Vienne                       | à géolocaliser                   |                                      |        |               |               |       | Image manquante      |
| Lieu de mémoires d'un galochier     | Virieu sur Bourbre      | 2, rue de Barbenière38730 Virieu sur Bourbre             | à géolocaliser                   |                                      |        |               |               |       | Image manquante      |
| Palais du parlement du Dauphiné     | Grenoble                |                                                          | à géolocaliser                   |                                      |        |               |               |       |                      |
| exposition au fort du Saint-Eynard  | Le Sappey-en-Chartreuse | Fort du Saint-Eynard                                     | 45° 14′ 07″ nord, 5° 45′ 45″ est |                                      |        |               |               |       |                      |
| Espace Claudel / Stendhal           | Brangues                | 154 rue du Village38510 Brangues                         | à géolocaliser                   |                                      |        |               |               |       | Image manquante      |
| Eco' Musée Le Mont Rachais          | Grenoble                | 2, place de la Cymaise38000 Grenoble                     | 45° 11′ 42″ nord, 5° 43′ 42″ est |                                      |        |               |               |       |                      |
| ACONIT - Musée de l'informatique    | Grenoble                | 12 rue Joseph Rey38000 Grenoble                          | à géolocaliser                   | matériel informatique                |        |               |               |       |                      |
| Couvent Sainte-Cécile               | Grenoble                | 37, rue Servan38000 Grenoble                             | à géolocaliser                   |                                      |        |               |               |       |                      |
| CCSTI - La Casemate                 | Grenoble                | 2, place Saint Laurent38000 Grenoble                     | à géolocaliser                   |                                      |        |               |               |       |                      |
| Maison du Patrimoine                | La Tour-du-Pin          | 2 rue de Châbons Maison des Dauphins38110 La Tour-du-Pin | à géolocaliser                   |                                      |        |               |               |       |                      |
| Maison du Parc National des Écrins  | Le Bourg-d'Oisans       | Rue Gambetta38520 Le Bourg-d'Oisans                      | à géolocaliser                   |                                      |        |               |               |       |                      |
| Histo Bus Dauphinois                | Le Pont-de-Claix        | 2, avenue Charles de Gaulle, 38800 Pont-de-Claix         | à géolocaliser                   | Musée technique et industriel        |        |               |               |       | Histo Bus Dauphinois |
| Laboratoire d'Icare                 | Saint-Hilaire           | Gare Haute du Funiculaire38660 Saint-Hilaire du Touvet   | à géolocaliser                   |                                      |        |               |               |       |                      |
| Château de Sassenage                | Sassenage               | Rue du Plaçage 38360 Sassenage                           | 45° 12′ 37″ nord, 5° 39′ 35″ est | tableaux et meubles du XVIIIe siècle |        |               |               |       |                      |
| Magasin-CNAC                        | Grenoble                | 8 Esplanade Andry-Farcy                                  | 45° 11′ 15″ nord, 5° 42′ 16″ est |                                      |        |               |               |       | Le Magasin           |